# サラ・ノリエガ
サラ・ノリエガ（Sarah Noriega、1976年4月24日 - ）は、アメリカ合衆国の元バレーボール選手。ポジションはオポジット。元アメリカ代表。

## 来歴
Loyola Marymount Universityを卒業後、1998年、アメリカ代表に初選出される。同年に日本で開催された世界選手権で三大大会に初出場した。1999年のワールドカップではエースとしてチームを牽引した。2000年、シドニー五輪では4位となった。
2001年、ワールドグランプリで金メダルを獲得した。同年9月の北中米選手権で優勝し、ベストブロッカー賞を受賞した。2002年、ドイツで行われた世界選手権で銀メダルを獲得した。
2003年のワールドカップに出場したが、アテネ五輪の最終メンバーからは外れた。2004-05シーズンにトルコリーグのベシクタシュでプレーしていた。2008年に現役引退した。

## 球歴
- オリンピック - 2000年
- 世界選手権 - 1998年、2002年
- ワールドカップ - 1999年、2003年
- グラチャン - 2001年
- 北中米選手権 - 1999年、2001年、2003年

## 受賞歴
- 2001年 - 北中米選手権 ベストブロッカー賞

## 所属クラブ
- AGILバレー（2000-2001年）
- Romanelli Volley（2001-2002年）
- Chicas de San Juan（2003-2004年）
- ベシクタシュ（2004-2005年）
- Criollas de Caguas（2008年）